# Collas (Adelsgeschlecht)

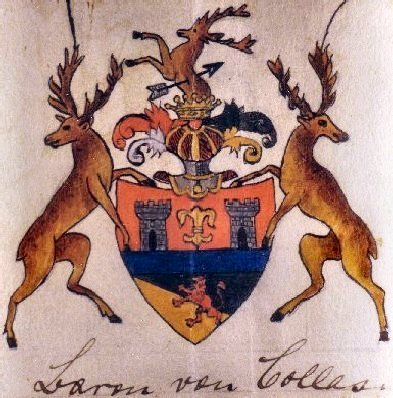
Das Wappen der Familie von Collas

Collas ist der Name eines alten Adelsgeschlechts aus der Normandie (Frankreich), das mit Louis de Collas (1390–1458), Gutsherr auf Rameille und Lincour sowie Rat, Kanzler und Kammerherr bei Anton Graf von Vaudémont (Herzog von Lothringen) erstmals urkundlich erwähnt wurde und mit ihm die direkte Stammreihe begann. Seinen deutschen Ursprung fand die Familie 1701 in Ostpreußen mit John von Collas (Jean de Collas), der 1685 nach Aufhebung des Edikts von Nantes durch das Edikt von Fontainebleau (18. Oktober 1685) mit Vater Antoine († 1693) und Geschwistern als verfolgte Hugenotten im Gefolge des Prinzen Wilhelm von Oranien (1650–1702) in die Niederlande fliehen musste und über London dann nach Ostpreußen kam. Der Collas-Vater war ein enger Vertrauter des Prinzen Wilhelm.

## Bekannte Familienmitglieder
- John von Collas (1678–1753), auch Johann von Collas oder Jean de Collas, Hugenotte, französischer Auswanderer (1688) in London, ab 1701 in Ostpreußen, preußischer Baumeister und Gelehrter, Mitglied der Akademie der Wissenschaften in London und Berlin
- Paul von Collas (1841–1910), preußischer General der Infanterie, Gouverneur von Mainz
- Karl von Collas (1869–1940), ungarischer Unterstaatssekretär, Ehrenbürger von Sarajewo
- Oskar von Collas (1832–1889), preußischer Generalmajor
- Johann Jakob von Collas (1721–1792), preußischer Major und Gutsbesitzer